# Punte Patrì
Le Punte Patrì (Pointes de Patri in francese) (3.561 e 3.581 m s.l.m.) sono due montagne del Massiccio del Gran Paradiso nelle Alpi Graie e appartenenti alla catena degli Apostoli.

## Descrizione

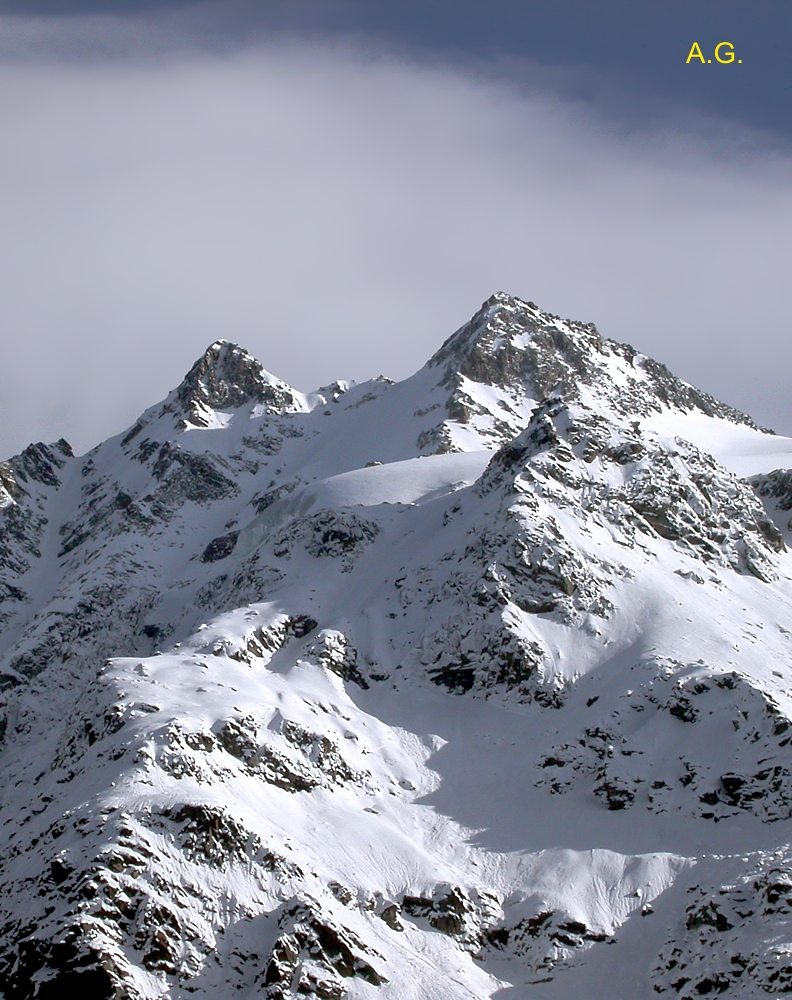
Le Punte Patrì

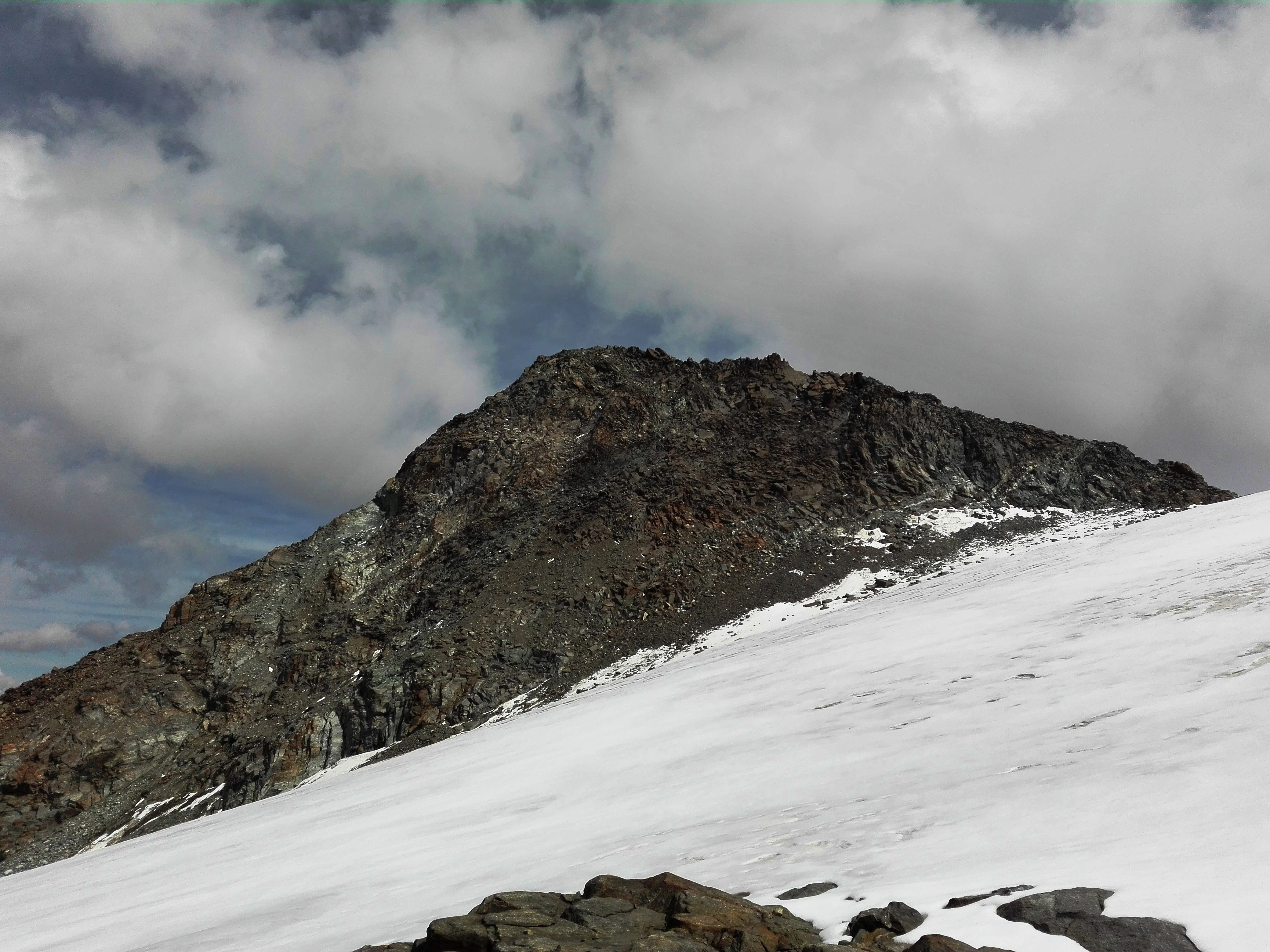
La cresta sommitale della puntà Patrì meridionale e la parte alta del ghiacciaio di Patrì.

La punta meridionale (3.581 m) è la più alta mentre quella settentrionale raggiunge i 3.561 m.
Si trovano lungo la cresta che divide la Valnontey dalla Valeille, entrambe laterali della Val di Cogne. La cresta inizia dalla Torre del Gran San Pietro, passa per la Torre di Sant'Andrea, la Torre di Sant'Orso, le Punte Patrì e poi si abbassa alla Punta Tsissetta (3.419 m) per terminare alla Punta Féniliaz (3.053 m).
Le punte non sono distinguibili dall'abitato di Cogne (1534 m) e dalla bassa Valnontey (1666 m). Sono però ben visibili durante la salita ai casolari dell'Herbétet (2435 m) e dal rifugio Vittorio Sella (2584 m), dove le si possono ammirare in tutta la loro bellezza (le Punte Patrì si trovano di fronte al Gran Paradiso).
Ai loro piedi si adagia il ghiacciaio di Patrì. Dalle due vette si gode un panorama eccezionale.

## Prime ascensioni
La prima ascensione della Punta Meridionale (3.581 m) fu compiuta il 7 agosto 1881 da A., C., A. e G. Sella con le guide valdostane Jean-Joseph Maquignaz e Jean-Baptiste Bich.
La prima salita in vetta della Punta Settentrionale (3.561 m) fu realizzata il 16 agosto 1910 da G.P. Baker e George Yeld con le guide valdostane François e Sylvain Pession.

## Salita alla vetta
Oggi si può salire sulla vette partendo dal bivacco del Money. Dal bivacco si risale l'evidente canalino posto a monte del bivacco stesso e poi per sfasciumi e per nevai si arriva alla parte alta del ghiacciaio di Patrì. Si supera il ghiacciaio in lieve ascesa sino ad arrivare alla cresta sud della punta meridionale che la si percorre sul filo evitando un risalto nei pressi della vetta abbassandosi di qualche metro sul versante della Valnontey.
La salita alla vetta è classificata F+.